# Iglesia de San Urbano alla Caffarella
La iglesia de San Urbano a la Caffarella es una iglesia de Roma, en el barrio ardeatino, en la vía Apia Pignatelli, en el interior del parque de la Caffarella.

## Historia
La iglesia representa una de las mejores obras de época romana conservadas a lo largo de los siglos gracias a su transformación en lugar de culto cristiano; sin embargo el hecho de estar ubicada fuera de las murallas aurelianas, permitió su profanación y despojo de importantes obras en varias ocasiones.
Surgió en el siglo VI cuando fue convertido en iglesia un templo del siglo II d. C., que un historiador antiguo, Pompilio Totti, creía era de Baco, pero en realidad consagrado a Ceres y Faustina, esposa de Antonino Pío divinizada por él mismo a su muerte, y dedicado a Apia Ania Regila, esposa de Herodes Ático, maestro del emperador Marco Aurelio y que aquí tenía su villa en el campo. La iglesia estaba dedicada a san Urbano, obispo y mártir, a menudo confundido con el homónimo papa muerto también mártir en 230. Las estructuras romanas preexistentes están perfectamente conservadas, adornadas con frescos añadidos a las paredes interiores en el siglo XI. Abandonada varias veces debido a su localización remota, fue restaurada nuevamente en el siglo XVII por el cardenal Francesco Barberini, que hizo construir los muros que sostienen el pronaos y que incorporan las columnas, a causa de una preocupante grieta que se había formado en la parte alta de la fachada, todavía hoy bien visible.
Después de un largo periodo de abandono, debido al interés de la familia Barberini y de don Giuseppe Cascioli el 25 de mayo de 1894, día de San Urbano, después de una larga procesión, tuvo lugar la reconsagración de la iglesia, pero después de algunos años de misas celebradas, fue olvidada nuevamente.
Abandonada definitivamente en el siglo XX, en 1962 la iglesia fue anexada a una propiedad privada adyacente (cada vez menos accesible), y habitada por un guardés, que había transformado el antiguo pronaos en su casa privada. El edificio fue comprado por el municipio de Roma en 2002 y cedido a la diócesis de Roma, que lo reabrió al culto en 2005 como iglesia rectoral de la parroquia de San Sebastián de las Catacumbas.

## Arquitectura y arte

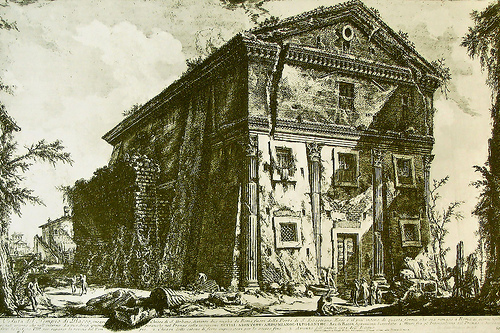
San Urbano en un grabado de Piranesi del.

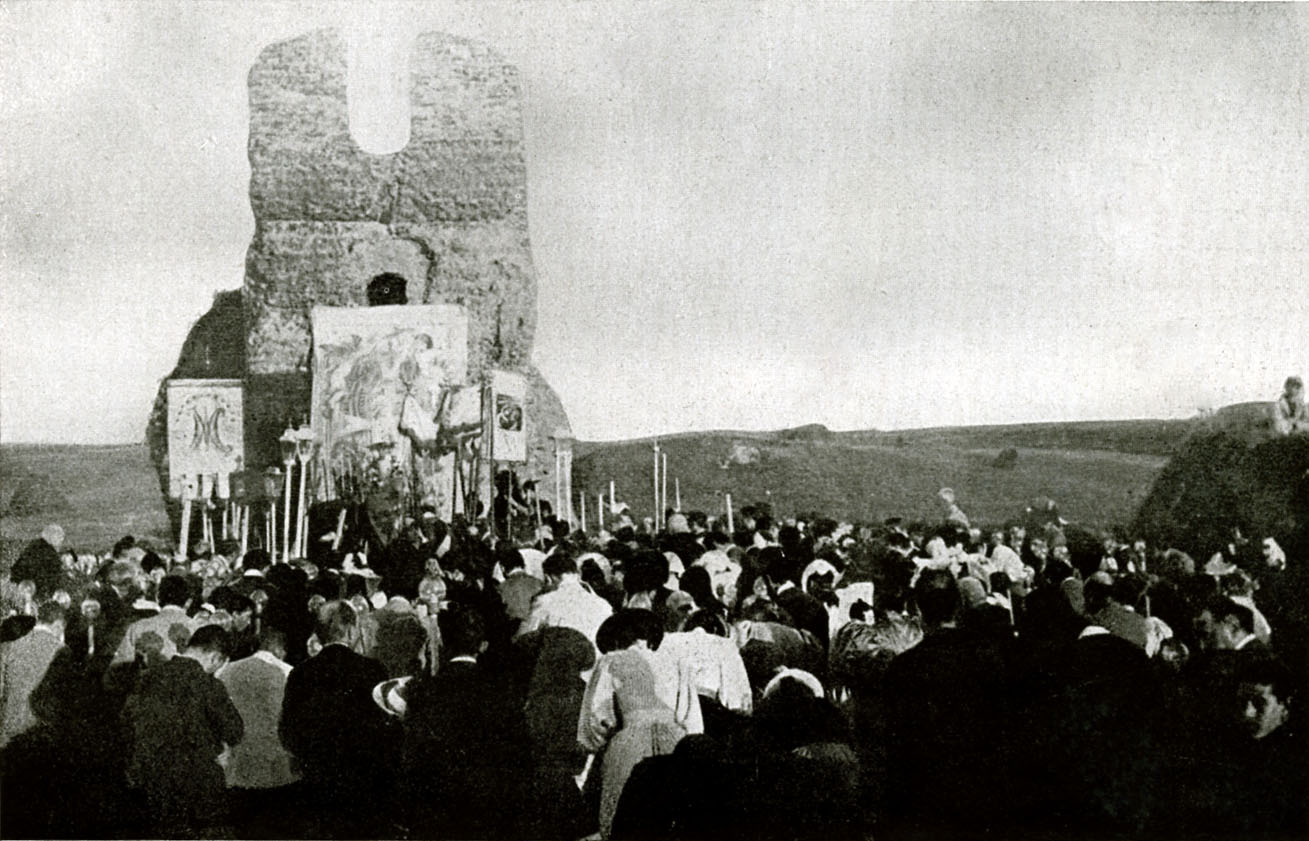
Procesión para la reconsagración de la iglesia de San Urbano el 25 de mayo de 1894.

El edificio de época romana, compuesto por un pronaos y una celda a la cual se accedía por medio de una serie de escalones exteriores, es todavía completamente visible, a excepción de los escalones exteriores ahora enterrados. El pronaos, como se ha comentado, se cerró con paredes en 1634; en ellas quedaron incorporadas las cuatro columnas y el arquitrabe de mármol pentélico, traído desde Grecia por Herodes Ático. Las demás paredes y la parte alta de la fachada están compuestas del ladrillo original, del siglo II.
Se accede al interior de la iglesia por medio de una pequeña puerta de entrada; la primera sala era el antiguo pórtico, que en las últimas décadas del siglo XX había sido transformado en habitación del guardés de la finca donde se ubicaba el edificio. De aquí se pasa a la celda interior del templo, hoy la sala litúrgica de la iglesia, de planta rectangular. Las paredes están divididas en tres franjas horizontales, separadas de la bóveda por un friso de estuco con la representación de armas, corazas y escudos.
En la franja central se conserva un ciclo de frescos que datan del siglo XI, pero remodelados y repintados en el curso de la restauración efectuada por el cardenal Francesco Barberini en 1634. Constan de una serie de 34 paneles con historias de Jesús, de San Urbano, de Santa Cecilia y de otros santos. En la base de la representación de la Crucifixión se encuentra la fecha y firma del autor del ciclo: "Hermano Bonizzo 1011".
El techo del edificio es de bóveda de cañón; de todos los estucos que lo ornamentaban, hoy queda el recuadro central, que muestra la apoteosis de Ania Regila. El tejado exterior es a dos aguas.
Una pequeña escalera permite acceder a la cripta, excavada en la Edad Media para conservar reliquias de santos. En un nicho pintado al fresco aparecen la Virgen con el Niño entre los santos Juan y Urbano, datadas antes del año 1000.

## Otros proyectos
- Wikimedia Commons contiene immagini o altri file sulla chiesa di Sant'Urbano alla Caffarella